# Церква Різдва Пресвятої Богородиці (Тинне)
Церква Різдва Пресвятої Богородиці (Тинне) — чинна дерев'яна церква в місті Рівному.

## Історія
Перший дерев’яний храм у с. Тинне був побудований у XVI-му столітті. Викладач Волинської духовної семінарії М. І. Теодорович під час роботи над "Історико-статистичним описом церков і парафій Волинської єпархії" у 1880-х роках був у Тинному, де описав розташування села та церкву Різдва Пресвятої Богородиці до 1884 року. Церква була дерев'яна, дуже стара. При церкві дерев'яна, досить міцна дзвіниця. Церква мала тоді достатню кількість богословських книг та начиння. На той час правив священик І. Л. Ключковський (з 1875 р., а на службі - з 1866 р.) і дяк Ф. П. Чехмановський (з 1876 р.). До цього приходу приписана церква у Золотіїві. Через ветхість храм розібрали. У 1884 почалося будівництво нової дерев’яної церкви на мурованому фундаменті та дзвіниці. Роботами керував священик Юрій Костецький. Богослужіння розпочалися з 1889.
Храм побудовано в єпархіальному стилі з елементами українського бароко. Хрещатий у плані, одноповерховий. Центральна і вівтарна частини одновисотні. З обох сторін до вівтаря прилягають захристії. З півночі та півдня до бічних рамен є додаткові входи. До західної стіни бабинця прибудована  вежа-дзвіниця в традиційному для ХІХ-го століття московському стилі. Куполи храму і дзвіниці виконані в українському стилі. Під час реставраційних робіт їх було перекрито металом. Іконостас бароковий.
Під час Другої світової війни, 16 квітня 1943, після бомбардування, пожежею було знищено всю вулицю Куток, але приміщення церкви не постраждало. У лютому 1944 куполи храму було пошкоджено мінометним вогнем. 
За всі роки існування церкву жодного разу не закривали.
|  | До війни церкву не встигли закрити, у війну теж не чіпали, – розповідає Марія Гнатівна (Марія Міськова, очевидиця подій. – ред.). – На Великдень 16 квітня 1943-го німці бомбили Тинне. Бомбили страшенно, бо на Грабовці стояли радянські танки. Люди з пасхальними кошиками, по-святковому одіті, втікали хто куди. Багато військових тоді погинуло, але тиннівчан – ще більше. Увесь Куток навколо церкви вигорів. А церкву Бог оборонив, хоч і подряпало її добряче: на дзвіниці сиділи снайпери, і по них лупили з кулеметів. Як ремонтували купол, то всі бачили діри від крупнокаліберних куль. – Коли знов прийшли червоні, – згадала Марія Гнатівна, – старостою призначили свого донощика. Це і врятувало храм: тільки почнуть закривати, той – відразу до Рівного в обком, і знову відкриють. Потім старосту вночі бандерівці забили. А далі стало якось спокійніше… |

На місці давнього, знесеного храму (XVI ст.) зведено поклінний хрест. 
На території церкви поховано її першого настоятеля І. Ключковського; ще одного священика, М. Дунаєвського, поховано на місцевому кладовищі. Він починав служити ієреєм у Тинному ще до Польщі, у 1913 р. , правив за німців і після війни. Із 1998 настоятелем храму є протоієрей О. Колесов.